# 内山信二
内山 信二（うちやま しんじ、1981年〈昭和56年〉9月25日 - ）は、日本の男性タレントで、俳優、お笑い芸人、グルメリポーター、元子役である。東京都葛飾区出身。身長174cm、体重114kg。スリーサイズ：B117/W110/H105。所属事務所はSHUプロモーション。かつては石井光三オフィスに所属していた。

## 来歴
あべ静江の大ファンだった父親が、「どうしたら本人に会えるか」と考えた末に「息子（＝内山）を子役にしてしまえば会える」という結論に至り、子役デビューした（後に父親はその願いを実現している）。
子役時代、『あっぱれさんま大先生』に生徒役で出演して人気を博す。同番組には7年4か月にわたってレギュラー出演し、その間リポーターも務めていた。同番組司会の明石家さんまからは、ボケ方やツッコミ方などのお笑いの基礎を伝授してもらった。一方、学園祭で共演した太田光（爆笑問題）からは「おい内山、お前は今だけなんだからな。よく覚えとけよ。調子に乗るな」と言われていた。
そして、14歳のときに『あっぱれさんま大先生』が終了するとこれまでの悪行が原因で仕事が激減し、16歳の時には収入が無くなった。その後引きこもりや非行に走るなど転落人生を歩むことになり芸能界からの引退も考えたが、内山の現状を知ったさんまから「暇だろうから舞台出てくれ」と言われ引退を思い留まった。
タレント業のかたわら、2006年から実兄と訪問介護サービス「まごのて株式会社内山企画」を経営し、代表取締役社長を務めていたが、2009年に廃業。また実家は魚屋だったが、父の死去に伴い廃業している。
現在は、ボートレース好きタレントとして、youtubeなどに出演することが多くなっている。
2019年11月29日に、一般人女性と結婚。妻は草野仁のヘアメイクを担当している女性で、草野が司会を務めている健康番組『主治医が見つかる診療所』（テレビ東京）に内山が出演した事が縁となった。なお、11月29日を入籍日に選んだ理由は「いい肉」の語呂に因んだもの。2020年5月15日に結婚式を予定していたが、新型コロナウイルス感染拡大の影響で翌年に延期された。
2020年5月に夫婦でYoutubeチャンネル「しんちゃんことちゃんねる」を開設。同チャンネルでは妻の「ことちゃん」によるオリジナルレシピや2人でのダイエット企画、全国のお取り寄せグルメの紹介といった動画が投稿されている。
2021年9月22日、妻の第1子妊娠を公表。
2022年1月20日に第1子となる女児が誕生したことを公表した。
2023年7月1日、山崎裕太が旗振り役として企画を立ち上げた特別番組、『あっぱれさんま大先生2023同窓会スペシャル』に出演。
10月29日、妻の第2子妊娠を公表。2024年3月7日に第2子となる女児が誕生。

## 人物
- バラエティ番組にゲスト出演した際には、いじられキャラを務めることが多い[2]。
- 坊主頭と肥満体型が特徴で、同じ肥満体のザ・たっち、大地洋輔（ダイノジ）、関太（タイムマシーン3号）、脇知弘らと親交がある[2]。
- かつては、1日3箱のたばこを吸うヘビースモーカーであり、2018年に医師から「肺年齢66歳」「余命6年」と告げられていた[14]。2021年に入ってから妻と禁煙の約束をするも、同年1月17日に隠れて喫煙していたことが発覚し、妻から「このデブ吸いました」「裏切り者のデブ」「嘘つきのデブ」と叱責を受けた[15]。また、酒好きでもあったが、現在は、たばこの本数は大幅に減らし、禁酒もしている。

## 出演

### テレビ番組
- ものまねバトル（日本テレビ）
- 香取慎吾の特上!天声慎吾（日本テレビ）
- 月刊 元気一番"生"テレビ（ミヤギテレビ）
- SURE×2ガレッジセール → 極すれすれガレッジセール（TBS）
- そこが知りたい 特捜!板東リサーチ（中部日本放送）
- MUSIX! （テレビ東京） - コーナーレギュラー。
- クイズ赤恥青恥（テレビ東京）
- 64マリオスタジアム（テレビ東京）
- 今夜もドル箱（テレビ東京）
- あっぱれさんま大先生（フジテレビ）
- スパイスTV どーも☆キニナル! （フジテレビ）
- 元祖!でぶや （テレビ東京）
- てれび博物館 それってホント!? （東海テレビ）
- バラいろダンディ（TOKYO MX） - 2016年6月以前は不定期出演。同年7月からは火曜担当のダンディ（コメンテーター）として隔週出演。
- 価値ある家づくり!バリューハウス（BSジャパン） - MC

### テレビドラマ
- 天うらら（1998年、NHK） - 田辺潔 役
- 剣客商売 第2シリーズ 第7話「いのちの畳針」（2000年、フジテレビ・松竹） - 為七 役
- ごくせんシリーズ（2002年・2005年・2008年、日本テレビ） - 達川ミノル 役
- マンハッタンラブストーリー（2003年、TBS） - CMキャラ 役
- まるまるちびまる子ちゃん 一夜限りの同窓会SP （2007年7月12日、フジテレビ） - 小杉くん（大人） 役
- ヤスコとケンジ（2008年、日本テレビ） - モス 役
- Cafe吉祥寺で（2008年テレビ東京） - 王様（ため吉） 役
- 必殺仕事人2009 第10話（2009年3月20日、朝日放送テレビ・テレビ朝日） - 喜平 役
- こちら葛飾区亀有公園前派出所（2009年8月、TBS） - 賞金の100万円を盗んだ男 役
- 一休さん2 （2013年5月5日、フジテレビ） - 世吉 役
- よろず占い処 陰陽屋へようこそ 第8話（2013年11月26日、関西テレビ） - 木下 役
- 月曜ゴールデン「女流ミステリー作家 薬師寺叡子 京都殺人ダイアリー」（2015年2月9日、TBS） - 大原楓 役
- BS時代劇「一路」（2015年7月31日 - 9月25日、NHK BSプレミアム） - 半次 役
- 名古屋行き最終列車2018 第5話（2018年2月13日、メ〜テレ） - 河合伸一 役
- 月曜名作劇場「警視庁南平班～七人の刑事～」（2018年10月29日、TBS） - 福永亨 役

### WEBオリジナルドラマ
- 紺田照の合法レシピ (2018年3月6日～4月24日、Amazonプライムビデオ) - 丸長英治 役

### 映画
- 秘密（1999年）- 小田島 (少年時代) 役
- TAKESHIS' （2005年）
- ごくせん THE MOVIE （2009年）- 達川ミノル 役
- 鋼の錬金術師シリーズ - グラトニー 役[16]
  - 鋼の錬金術師（2017年）
  - 鋼の錬金術師 完結編 復讐者スカー（2022年）[17]
  - 鋼の錬金術師 完結編 最後の錬成（2022年）[17]
- ケイト（2021年） - 若いヤクザ 役

### CM
- ポピー（全日本家庭教育研究会）
- 寿司と鮮魚（丸忠グループ）
- キャラカーン（1991年、バンダイ）
- テトリス2＋ボンブリス（1991年、ビーピーエス）
- 特選なめ茸茶漬（1992年、ナガノトマト）
- お〜いお茶（1993年、伊藤園） - 島田正吾との共演
- イタリアンバジル（1993年、ピザーラ） - 有田気恵との共演
- ファンタ（1999年 - 2000年、日本コカ・コーラ）
- 昆布つゆ（2002年、ヤマサ醤油）
- マックシェイク（2003年 - 2004年、日本マクドナルド）
- mova D251iS （2003年、三菱電機） - 佐野史郎との共演
- 月桂冠 ザ・カップ（月桂冠）
- とんとろピザ（2004年、アオキーズ・ピザ）
- 酸素&ダイエット（2006年、サントリー）
- トッポ（2009年、ロッテ）
- お正月を写そう2013 心に青空・メタバリア篇（2013年、富士フイルム）
- キリン濃い味 糖質0 （2013年 - 、麒麟麦酒） - 明石家さんまとの共演
- ふるさと納税ガイド（2023年 - ）

### ラジオ番組
- 内山信二のまんま茶番劇!（2016年、MBSラジオ）
- かつコレ（2019年4月 - 、かつしかFM） - 月1回 出演

### ウェブテレビ
- 新春オールスター麻雀大会2020（2020年1月2日 - 3日、AbemaTV）[18]※テレビ朝日でも一部放送
- アベマde週末ボートレース（2019年6月 - 2020年5月、AbemaTV） - 不定期レギュラー

### PV
- Re:member （FLOW）

## 執筆
- FromA 「内山君の食らっていいとも！」（リクルートホールディングス）